# كاريزماتية

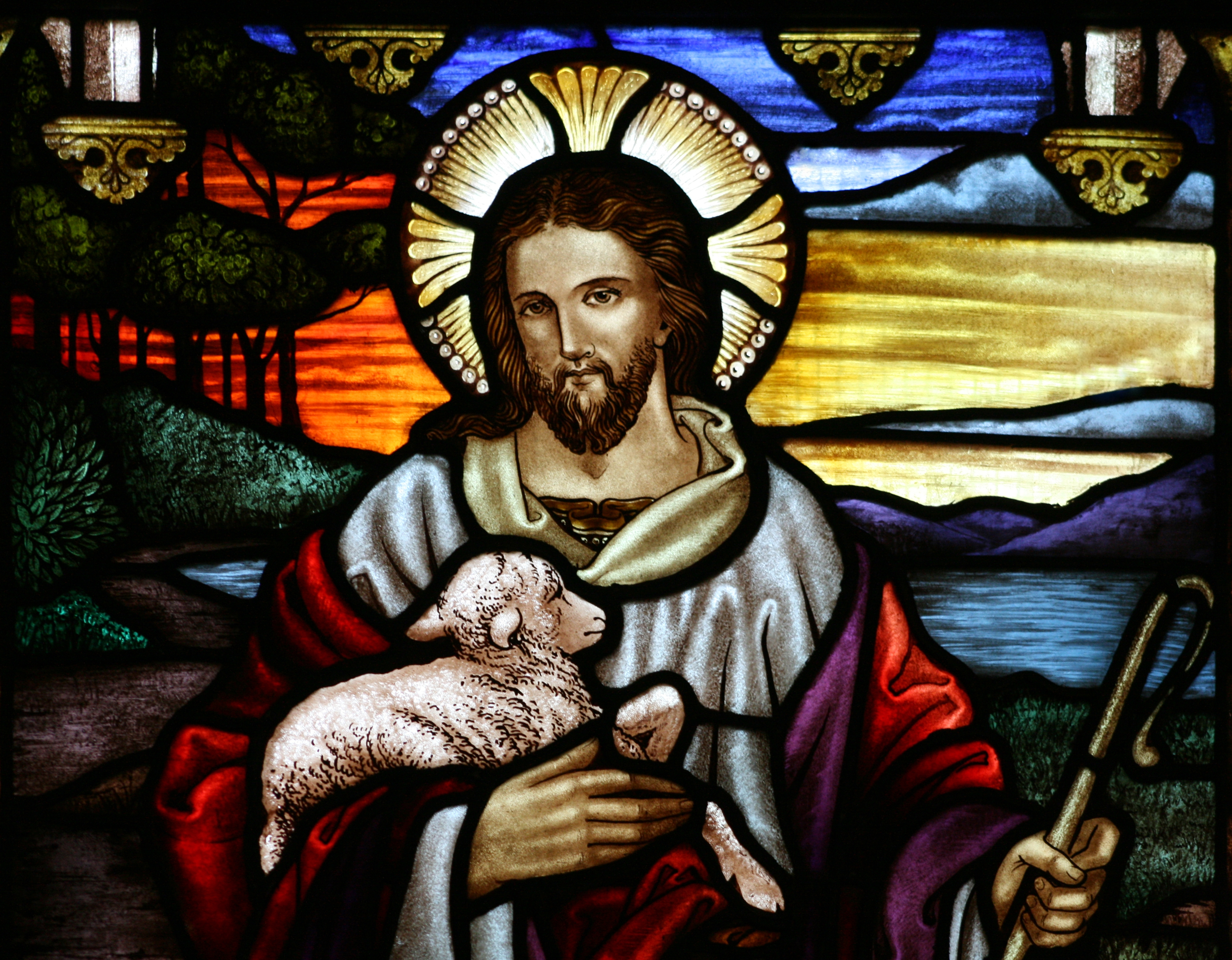

الكاريزما كلمة (بالإنجليزية: Charisma) في أصلها اليوناني تعني الهدية أو التفضيل الإلهي، فهي تشير إلى الجاذبية الكبيرة والحضور الطاغي الذي يتمتع به بعض الأشخاص، هي القدرة على التأثير على الآخرين إيجابيا بالارتباط بهم جسديا وعاطفيا وثقافيا، سلطة فوق العادة، سحر شخصي شخصية تثير الولاء والحماس.(من كتاب كاريزما السلم الوظيفي، م.عمر أبوعاذرة).
حاول البعض ترجمها إلى «سحر الشخصية»، أو «قوة الشخصية» أو غيرها، لكن كلا من هذه الترجمات لا توفي الكلمة حقها ذلك أن الإنجليزية تحوي هكذا كلمات بمعان منفصلة عن الكاريزمية. على الرغم من صعوبة إيجاد تعريف دقيق لهذه الكلمة إلا أنه يمكن ربطها بشخصية معينة والقول إن الشخصية الكاريزمية هي التي لها قدرات غير طبيعية في القيادة والإقناع وأسر الآخرين، كما أنها تمتاز بالقدرة على إلهام الآخرين عند الاتصال بهم، وجذب انتباههم بشكل أكثر من المعتاد.
الأصل اللغوي للمصطلح يوناني وهو كاريزما Charisma يعني موهبة أو عطية إلهية. إصطلاحا فإن كاريزما هي الصفة المنسوبة إلى أشخاص أو مؤسسات أو مناصب بسبب صلتهم المفترضة بالقوى الحيوية المؤثرة والمحددة للنظام. استخدم المصطلح من ثم في فجر المسيحية للإشارة أساسا إلى قدرات الروح القدس. يعتبر ماكس فيبر أول من أعطى المصطلح صبغة سياسية عندما استخدمه للإشارة إلى القدرة التي يتمتع بها شخص معين للتأثير في الآخرين إلى الحد الي يجعله في مركز قوة بالسبة لهم وبحيث يمنحه الواقعون تحت تأثيره حقوقا تسلطية عليهم كنتيجه لقدرته التأثيرية هذه. فالمزايا التسلطية التي يتمتع بها الشخص الكاريزماتي ويمارسها على الآخرين تنبع أساسا من أضافة الآخرين صفات وقدرات خارقة له مثل الإيمان بأنه صاحب مهمة إلهية مقدسة أو بأن لديه قدرات إدراكية غير طبيعية ونفاذ بصيرة لا يبارى أو بأنه يتحلى بفضائل خلقية تعلو مرتبة البشر لتسمو به إلى مرتبة أعلى. نظرية فيبر في السلطة هي من أشهر ما ارتبط باسمه وفيها بحث عن الأسباب التي تحمل الناس على الرضوخ إلى الأوامر الصادرة عن السلطة العليا. قسم فيبر السلطة إلى ثلاثة أنواع: 
1. السلطة التقليدية قالب:Traditional Autorityو هي التي تستمد شرعيتها وألتزام المحكومين باوامرها من الأعراف والعادات والتقاليد المستقرة.
2. السلطة القانونية العقلانية قالب:Legal-rational Autority وترتكز شرعيتها على إيمان المحكومين بقانونية مجموعة من القواعد والإجراءات وبحق الذي يصلون إلى السلطة وفقا لها في أن يمارسوا سلطاتهم ويصدروا احكامهم التي تكون ملزمة للجميع.
3. السلطة الكريزماتية قالب:Charismatic Autorityو التي تستمد شرعيتها من إيمان الآخرين بقدراتها الخارقه.

## الاسم
الحركة:
نسبة إلى الاتجاه الجديد في ممارسة الديانة المسيحية. وانها ليست كنيسة أو كنائس أو مؤسسة محددة
هي تيار فكرى ايمانى عملى ممكن ان يمارس في أي كنيسة دون المساس بعقيدة وطقوس الكنيسة الام.
الكاريزماتية:
هي كلمة مأخوذة من الكلمة اليونانية «كاريزماتا» charisma khar’-is-mah وتعنى هدية أو هدية مجانية والتي ترجمت في النسخة العربية ب «مواهب»
مواهب الروح القدس مقصود بها اظهار الروح (manifestation of the Spirit)عن طريق معجزات الروح القدس وهي تسعة مواهب أو هدايا والتي ذكرت في 1 كورونثوس 12
8 فانه لواحد يعطى بالروح كلام حكمة.ولآخر كلام علم بحسب الروح الواحد.
9 ولآخر ايمان بالروح الواحد.ولآخر مواهب شفاء بالروح الواحد.
10 ولآخر عمل قوات ولآخر نبوة ولآخر تمييز الارواح.ولآخر أنواع ألسنة.ولآخر ترجمة ألسنة.
وتوجد مواهب أو هدايا أخرى تصنف بمواهب الخدمة وهي التي ذكرت في رسالة رومية 12
6 ولكن لنا مواهب مختلفة بحسب النعمة المعطاة لنا.أنبوّة فبالنسبة إلى الايمان.
7 ام خدمة ففي الخدمة.ام المعلّم ففي التعليم.
8 ام الواعظ ففي الوعظ.المعطي فبسخاء.المدبر فباجتهاد.الراحم فبسرور.
فالحركة الكاريزماتية هي أي كنيسة تمارس مواهب الروح القدس في كنيستها

## لمحة تاريخية
الحركة الكاريزماتية ليست جديدة ومن الصعب تحديد تاريخ نشأتها لان بدايتها الحقيقية ابتدأت يموم الخمسين بعد قبول 120 مؤمن عطية الروح القدس أو معمودية الروح القدس وعلامتها التكلم بالسنة أخرى
اما في القرن العشرين فيرجع الفضل الأول في احياء اختبار معمودية الروح القدس وعلامتها التكلم بالسنة إلى الكنيسة الخمسينية حوالي عام 1996 في الولايات المتحدة
اما الحركة الكاريزماتية بدأت في 1950 وخرجت من الولايات المتحدة وانشرت انتشار سريع في العالم كله.

## الحركة الكاريزماتية والكنيسة الخمسينية
العديد من المؤمنين لا يعرفوا ما الفرق بين الحركة الكاريزماتية والكنيسة الخمسينية.
واخرون يطلقوا لفظ خمسينية على أي كنيسة تمارس أي معجزة أو إخراج شياطين. في الحقيقة لايوجد فرق بين الكنيسة الخمسينية والحركة الكاريزماتية الا في التاريخ والنشأة من حيث التاريخ نشأت الكنيسة الخمسينية قبل الحركة الكاريزماتية بحوالي 50 عاما.
اما من حيث الاتجاه الروحى.
الكنيسة الخمسينية لها كنيسة وذاتية وعقيدة ورعاة ونهضات. اما الحركة الكاريزماتية هي بمثابة إضافة مواهب الروح القدس واختبار الامتلاء لكل الكنائس بدون
المساس بعقيدة الكنيسة الام. من أوضح الأمثلة هو مثال الكنيسة الكاثوليك التي خرجت منها الكنيسة الكاثوليكية الكاريزماتية. فكل المؤمنين ما زالوا يخضعوا للكهنوت الكاثوليكى من اعتراف وتناول وقداسات. ولكن لهم اجتماعات روحية يمارسون فيها مواهب الروح القدس وجميعهم يصلوا بالسنة.

## النمو السريع للحركة
هذه هي الاحصائية في عام 1980 التي تم نشره في "Christianity Today"
عدد المؤمنين الذين ينتموا إلى الحركة الكاريزماتية، 50 مليون فرد في أمريكا بمعدل 19 % من الشعب الامريكى.
حوالي 18% من الكنيسة الرومية الكاثوليكية. وحوالي أكثر من 22 % من كل الكنائس البروتستانت لكى تصبح اخر إحصائيات حسب مجلة كريستيانتى توداى حوالي 495 مليون مؤمن ينتموا إلى الحركة الخمسينية الذين يصلوا بالسنة غير مفهومة. كما يؤمنوا بانه يوجد العديد في السر قبل الروح القدس وصلاة الالسنة في السر خوفا الطرد من الكنيسة الام.
اعتبر العديد ان الخمسينية هي ديانة القرن ال 21